# San Salvador de Penosiños
Penosiños (llamada oficialmente San Salvador de Penosiños) es una parroquia del municipio español de Ramiranes, en la provincia de Orense, Galicia.

## Historia
Hasta la década de 1920, la parroquia perteneció al municipio de Villameá de Ramiranes, que luego se fusionó con el de Freás de Eiras para formar el de Ramiranes.

## Organización territorial
La parroquia está formada por trece entidades de población:

### Entidades de población
Entidades de población que forman parte de la parroquia:
- Calvos
- Carraguelo (Carraguedo)
- Fuenteblanca (Fonte Branca)
- Marnotos
- Moreira (A Moreira)
- Proente
- Regas (As Regas)
- Reguengo (O Reguengo)
- Silvaoscura (Silvaescura)
- Tellado (O Tellado)
- Veiga (A Veiga)
- Vilanova

### Despoblado
Despoblado que forma parte de la parroquia:
- Pumarbello (Pumar Vello)

## Demografía
| Gráfica de evolución demográfica de Penosiños entre 2000 y 2023 |
|                                                                 |
| Datos según el nomenclátor publicado por el INE.                |